# هينسيا كرينيتا
هينسيا كرينيتا، (Heinsia crinita)، ويعرف أيضاً باسم تفاح الأدغال، هو نوع  نباتي من الشجيرات المعمرة الصغيرة.

## الانتشار
موطنه الأصلي المناطق الاستوائية في إفريقيا. 

## الاستخدام
يتم حصاد الثمار كمصدر محلي للغذاء وتؤكل الأوراق أيضًا، تستخدم أجزاء بعض الأوراق منه أيضًا في الطب التقليدي، وهو موضوع دراسات مختلفة، ويعرف باسم أتاما في نيجيريا.